# Prix Rousseeuw de Statistique
Le prix Rousseeuw de Statistique récompense les innovations en matière de recherche statistique ayant un impact sur la société. Ce prix biennal est décerné les années paires et consiste en une médaille, un certificat et une récompense monétaire de 1 000 000$ (USD), similaire au prix Nobel dans d'autres disciplines. L'institution d'origine du Prix est la Fondation Roi Baudouin (FRB) en Belgique, qui nomme le jury international et mène à bien la procédure de sélection. Le montant du prix provient de la Fondation Rousseeuw créée par le statisticien Peter Rousseeuw.
Le premier prix Rousseeuw a été décerné le 12 octobre 2022 à la KU Leuven, par Sa Majesté le Roi Philippe de Belgique,. Le sujet récompensé était « Inférence causale et ses applications en médecine et santé publique », avec comme lauréats James Robins, Andrea Rotnitzky, Thomas Richardson, Miguel Hernán et Eric Tchetgen Tchetgen,,,,.

## Lauréats
| Année | Lauréat           | Institution                                   | Pays       | Innovation récompensée                                                                                         |
| ----- | ----------------- | --------------------------------------------- | ---------- | --- |
| 2022  | James Robins      | École de santé publique de Harvard            | États-Unis | « pour leur travail pionnier sur l'inférence causale avec ses applications en médecine et en santé publique. » |
| 2022  | Andrea Rotnitzky  | Université de Torcuato di Tella               | Argentine  | « pour leur travail pionnier sur l'inférence causale avec ses applications en médecine et en santé publique. » |
| 2022  | Thomas Richardson | Université de Washington                      | États-Unis | « pour leur travail pionnier sur l'inférence causale avec ses applications en médecine et en santé publique. » |
| 2022  | Miguel Hernan     | École de santé publique de Harvard            | États-Unis | « pour leur travail pionnier sur l'inférence causale avec ses applications en médecine et en santé publique. » |
| 2022  | Éric Tchetgen     | École Wharton de l'université de Pennsylvanie | États-Unis | « pour leur travail pionnier sur l'inférence causale avec ses applications en médecine et en santé publique. » |
| 2024  | Ruth Heller       | Université de Tel Aviv                        | Israël     | « pour le travail pionnier sur le taux de fausses découvertes (en) (FDR) »,                                    |
| 2024  | Yoav Benjamini    | Université de Tel Aviv                        | Israël     | « pour le travail pionnier sur le taux de fausses découvertes (en) (FDR) »,                                    |
| 2024  | Daniel Yekutieli  | Université de Tel Aviv                        | Israël     | « pour le travail pionnier sur le taux de fausses découvertes (en) (FDR) »,                                    |

Les candidatures pour le prix sont soumises via le site Internet du prix accompagnées par une lettres de recommandation. Les organisateurs du prix et de sa cérémonie sont Mia Hubert et Stefan Van Aelst.